# La noche de las serpientes
La noche de las serpientes (título original en italiano: La notte dei serpenti) es una película spaghetti western italiana de 1969 coescrita y dirigida por Giulio Petroni y protagonizada por Luke Askew, Luigi Pistilli, Magda Konopka, Giancarlo Badessi y Chelo Alonso.

## Argumento
Un americano en México, que no tiene nada que perder, es contratado para asesinar a un desconocido. Todo cambia cuando descubre que la víctima es un niño.

## Reparto
- Luke Askew como Luke.
- Luigi Pistilli como el teniente 'La Serpiente' Hernández.
- Magda Konopka como María.
- Chelo Alonso como Dolores.
- Guglielmo Spoletini como general Pancaldo (acreditado como William Bogart).
- Franco Balducci como Luciano.
- Giancarlo Badessi como Ignacio
- Luciano Casamonica como Manuel.
- Mónica Miguel como esposa de Ignacio.
- Franco Valobra como Jesús María.
- Benito Stefanelli como Pancho.
- Clara Colosimo como Mercedes.

## Producción
La película se rodó entre Almería, Cinecittà y los estudios De Paolis en Roma. Franco Bottari se desempeñó como diseñador de producción, mientras que Franco Lo Cascio fue el director de la segunda unidad.

## Recepción
Aunque el director de cine Giulio Petroni en general desestimó la película, varios críticos la elogiaron, en particular el crítico de cine español Carlos Aguilar, quien consideró que la película era la mejor de Petroni y uno de sus spaghetti western favoritos. El crítico de cine Eugenio Ercolani describió la película como «feroz y tensa», y destacó las fuertes influencias giallo en el guion.